# Stronger Tour
Stronger Tour – szósta trasa koncertowa amerykańskiej pop-rockowej piosenkarki Kelly Clarkson. Trasa rozpoczęła się 13 stycznia 2012 roku w Ledyard w Foxwoods Casino. Artystka podczas trasy promowała swój piąty album studyjny zatytułowany Stronger. Podczas trwania trasy koncertowej Clarkson zagrała ponad 50 koncertów w obu Amerykach, Australii i Europie.

## Artyści otwierający trasę
- Matt Nathanson (Ameryka Północna, wybrane daty)[1]
- Carolina Liar (Ameryka Północna, wybrane daty)
- The Fray (Australia)
- Sarah De Bono (Australia)
- Cover Drive (Europa)

## Lista utworów
1. "Dark Side"
2. "Behind These Hazel Eyes"
3. "Since U Been Gone"
4. "Gone" (Nie było wykonane w San Antonio.)
5. "You Love Me"
6. "Heavy in Your Arms"
7. "Fan Request"
8. Medley: "The Trouble with Love Is" / "Walk Away" / "How I Feel" / "I Want You"
9. "I Know You Won’t"  (cover Carrie Underwood)
10. "Einstein"
11. "Don’t You Wanna Stay" (Nie było wykonane w Bossier City, San Antonio, Austin, Orlando & Niagara Falls.)
12. "Let Me Down" (Nie było wykonane w San Antonio, powróciło do set listy po 3 marca.)
13. "I Forgive You" (Nie było wykonywane w  Ledyard, Austin oraz w Hollywood.)
14. "Already Gone"
15. "Breakaway"
16. "You Still Won’t Know What It’s Like" (Nie był wykonany w Bossier City, Biloxi i Orlando.)
17. "Stronger (What Doesn’t Kill You)"
18. "Never Again"
19. "Because of You"

Dodatkowo:
1. "My Life Would Suck Without You"
2. "Mr. Know It All"
3. "Miss Independent"

Źródło:
Uwagi:
- "Hear Me" było wykonywane tylko podczas koncertu w Ledyard
- "I’d Rather Go Blind" zostało wykonane w Nowym Jorku jako hołd dla zmarłej niedawno Etta James[3]
- Z powodu gościnnego udziału Bonnie Raitt "Something to Talk About" zostało wykonane w Dallas.

## Daty koncertów
| Data                 | Miasto           | Państwo           | Miejsce                               |                  |
| Ameryka Północna     | Ameryka Północna | Ameryka Północna  | Ameryka Północna                      | Ameryka Północna |
| -------------------- | ---------------- | ----------------- | ------------------------------------- | ---------------- |
| 13 stycznia 2012     | Ledyard          | Stany Zjednoczone | Foxwoods Casino                       |                  |
| 15 stycznia 2012     | Atlantic City    | Stany Zjednoczone | Etess Arena                           |                  |
| 17 stycznia 2012     | Albany           | Stany Zjednoczone | Times Union Center                    |                  |
| 19 stycznia 2012     | Verona           | Stany Zjednoczone | Turning Stone Event Center            |                  |
| 21 stycznia 2012     | Nowy Jork        | Stany Zjednoczone | Radio City Music Hall                 |                  |
| 24 stycznia 2012     | Manchester       | Stany Zjednoczone | Verizon Wireless Arena                |                  |
| 26 stycznia 2012     | Boston           | Stany Zjednoczone | Wang Theatre                          |                  |
| 28 stycznia 2012     | Johnstown        | Stany Zjednoczone | Cambria County War Memorial Arena     |                  |
| 31 stycznia 2012     | Durham           | Stany Zjednoczone | Durham Performing Arts Center         |                  |
| 2 lutego 2012        | Jacksonville     | Stany Zjednoczone | Moran Theater                         |                  |
| 4 lutego 2012        | Bossier City     | Stany Zjednoczone | Riverdome                             |                  |
| 6 lutego 2012        | San Antonio      | Stany Zjednoczone | Majestic Theatre                      |                  |
| 8 lutego 2012        | Austin           | Stany Zjednoczone | Long Center for the Performing Arts   |                  |
| 10 lutego 2012       | Grand Prairie    | Stany Zjednoczone | Verizon Theatre at Grand Prairie      |                  |
| 12 lutego 2012       | Biloxi           | Stany Zjednoczone | Hard Rock Live                        |                  |
| 16 lutego 2012       | Hollywood        | Stany Zjednoczone | Hard Rock Live                        |                  |
| 18 lutego 2012       | Orlando          | Stany Zjednoczone | Universal Music Plaza Stage           |                  |
| 21 lutego 2012       | Clearwater       | Stany Zjednoczone | Ruth Eckerd Hall                      |                  |
| 23 lutego 2012       | Atlanta          | Stany Zjednoczone | Fox Theatre                           |                  |
| 25 lutego 2012       | Champaign        | Stany Zjednoczone | Assembly Hall                         |                  |
| 28 lutego 2012       | Greenville       | Stany Zjednoczone | Timmons Arena                         |                  |
| 2 marca 2012         | Niagara Falls    | Kanada            | Avalon Ballroom Theatre               |                  |
| 3 marca 2012         | Niagara Falls    | Kanada            | Avalon Ballroom Theatre               |                  |
| 6 marca 2012         | London           | Kanada            | John Labatt Centre                    |                  |
| 8 marca 2012         | Windsor          | Kanada            | The Colosseum Caesars Windsor         |                  |
| 10 marca 2012        | Hammond          | Stany Zjednoczone | Horseshoe Hammond                     |                  |
| 12 marca 2012        | Sioux Falls      | Stany Zjednoczone | Sioux Falls Arena                     |                  |
| 14 marca 2012        | Springfield      | Stany Zjednoczone | O’Reilly Family Event Center          |                  |
| 16 marca 2012        | Saint Louis      | Stany Zjednoczone | Fabulous Fox Theatre                  |                  |
| 18 marca 2012        | Broomfield       | Stany Zjednoczone | 1stBank Center                        |                  |
| 20 marca 2012        | West Valley City | Stany Zjednoczone | Maverik Center                        |                  |
| 22 marca 2012        | Kent             | Stany Zjednoczone | ShoWare Center                        |                  |
| 24 marca 2012        | Boise            | Stany Zjednoczone | Taco Bell Arena                       |                  |
| 27 marca 2012        | San Jose         | Stany Zjednoczone | The Event Center Arena                |                  |
| 29 marca 2012        | Bakersfield      | Stany Zjednoczone | Rabobank Arena                        |                  |
| 31 marca 2012        | Reno             | Stany Zjednoczone | Reno Events Center                    |                  |
| 3 kwietnia 2012      | Los Angeles      | Stany Zjednoczone | Nokia Theatre L.A. Live               |                  |
| 5 kwietnia 2012      | Las Vegas        | Stany Zjednoczone | Pearl Concert Theater                 |                  |
| 7 kwietnia 2012      | Indio            | Stany Zjednoczone | Fantasy Springs Special Events Center |                  |
| 10 kwietnia 2012     | San Diego        | Stany Zjednoczone | San Diego Sports Arena                |                  |
| 13 kwietnia 2012     | Wenatchee        | Stany Zjednoczone | Town Toyota Center                    |                  |
| 14 kwietnia 2012     | Pullman          | Stany Zjednoczone | Beasley Coliseum                      |                  |
| Europa               |                  |                   |                                       |                  |
| 9 czerwca 2012       | Londyn           | Anglia            | Stadion Wembley                       |                  |
| Ameryka Południowa   |                  |                   |                                       |                  |
| 23 czerwca 2012      | São Paulo        | Brazylia          | Arena Anhembi                         |                  |
| Ameryka Północna     |                  |                   |                                       |                  |
| 29 czerwca 2012      | Milwaukee        | Stany Zjednoczone | Marcus Amphitheater                   |                  |
| Australia            |                  |                   |                                       |                  |
| 25 września 2012     | Brisbane         | Australia         | Brisbane Entertainment Centre         |                  |
| 27 września 2012     | Sydney           | Australia         | Sydney Entertainment Centre           |                  |
| 29 września 2012     | Deniliquin       | Australia         | Deni Freighters Sports Arena          |                  |
| 1 października 2012  | Melbourne        | Australia         | Rod Laver Arena                       |                  |
| 3 października 2012  | Adelaide         | Australia         | Adelaide Entertainment Centre         |                  |
| 5 października 2012  | Perth            | Australia         | Stadion Challenge                     |                  |
| Europa               |                  |                   |                                       |                  |
| 10 października 2012 | Dublin           | Irlandia          | The O2                                |                  |
| 12 października 2012 | Manchester       | Anglia            | Manchester Arena                      |                  |
| 14 października 2012 | Birmingham       | Anglia            | LG Arena                              |                  |
| 16 października 2012 | Glasgow          | Szkocja           | Braehead Arena                        |                  |
| 18 października 2012 | Sheffield        | Anglia            | Sheffield Arena                       |                  |
| 20 października 2012 | Londyn           | Anglia            | Wembley Arena                         |                  |

1. ↑  Koncert odbył się w ramach koncertu w wesołym miasteczku w Universal Studios Florida[6].